# وادي الذئاب 7 (مسلسل)
مسلسل وادي الذئاب الجزء السابع، هو تتمة للسلسلة لمسلسل وادي الذئاب المعروف على مستوى اقليمي وعالمي من بطولة نجاتي شاشماز وآخرون حيث يتابع فيه الأبطال نظالهم في طريق القضاء على الشر. تم دبلجته إلى العربية باللهجة السوري وتم عرضه على قنوات ART حكايات. بشكل عام يكون المسلسل انتقاما لموت ميماتي باش بالحلقة الاخيرة من وادي الذئاب 6 خلال حفل زواجه على سلوى ورقصه مع مراد، كما يشهد اصطدام الختيارية مع رجال المعبد والذي ينتهي بموت مراد علمدار عن طريق إعدامه على يد عاكف، ويظهر فيما بعد أنه خدعة لحماية الهيئة الجديدة لأن مراد يعرف بمعلومات كتاب النسل

## أحداث سابقة
أصبح مراد ورجاله عملهم شبه رسمي وبشكل سري بعد أن تخلص من أرون فيلر وأعوانه ومن بعض أبرز الفاسدين داخل الحكومة وظهوت عائلة سليمان شاكر صديق مراد القديم بوساط وأمه نسرين وأخته سلى وويصبح يشار أغا أحد المعاونين مع مراد لكن يتعرض ابنه لسلوى التي أصبحت تحب ميماتي ثم أحبها هو ويضربها، بالنهاية يقوم ميماتي بقتله ويبدأ يشار بالبحث عن قاتل ابنه ثم يحضر للانتقام من ميماتي. في الوقت الذي يعارض به بوساط الزواج بين أخته وميماتي في الحلقة الاخيرة وخلال حفل زواج ميماتي يقتله أحدهم بإطلاق النار خلال رقصه مع مراد وينتهي الجزء السادس

## الشخصيات

### الشخصيات الاساسية
- مراد علمدار
- عمر جاندان والأم نازك وإيليف
- جاهد: رجل مراد ميماتي وعبد الحي
- عبد الحي جوبان: رجل مراد علمدار
- زازا شرف اوغلو : صديق مراد علمدار
- كارا: صديق مراد علمدار ورجله
- عمران أفق: رجل مراد علمدار
- ليلى تركمان: صديقة رهف سابقاً والمدعية العامة وتصبح حبيبة مراد ثم يختلفان بعد زواجه من فوندا وتيتمر معه حتى زواجهم في الجزء التاسع
- ذو الفقار أغا : صديق مراد علمدار
- نسرين زوجة سليمان شاكر صديق مراد علمدار
- سلوى شاكر
- بوساط شاكر

### الشخصيات الجديدة
- غالب: شرطي من طرف جاهد أعطاه قائمة الأمن والذي منها قاتل ميماتي
- يشار آغا: وهو عدو سابق لمراد وميماتي وكان يخاف منهم وأعلن أنه لطرفهم لكن قام بدفع المال لجمال ليقتل ميماتي الذي قتل ابنه في الجزء السادس يموت في الحلقة الثانية على يد مراد
- جمال: من المنظمة وهو الذي خطط لقتل ميماتي
- متا أيمار: تركي وعضو في وكالة الاستخبارات المركزية وكالة المخابرات المركزية وعدو لمراد يتميز بلبس قفاز اسود في يده اليمنى
- متا: عضو الشرطة سابقًا وكان يحب نسرين وأصبح نائب سنجر بعد أن أندب على عادل بيك يصبح نائب سنجر لفترة ثم يكتشف أن سنجر يخدعه فيتركه ويصبع مع مراد علمدار ورجاله
- كارا الاسود
- باقي: رجل كارا والذي يعتني بولده يموت بالحلقة 47 خلال مداهمة متى ايمار مكان عمر بيك مع عزيز رجل متا
- رعد: مساعد جمال من المنظمة ويحل مكانه بعد ترفية جمال ثم يقتله بعد اعتقال جمال من مراد
- الأستاذ: من الختيارية (الاختيارية) ورئيسها والذي يتواصل مع مراد يموت في الحلقة الثانية على يد من خططوا لقتل ميماتي بالسهم والقوس أسس مؤسسة سرية لتقوية تركيا بالمنطقة
- أشرف بيك : من الاختيارية يظهر بعد مقتل الأستاذ في في لقاء مع مراد وهو نائب الرئيس الذي مات
- فرات: أحد رجال جمال
- رضا: قاتل ميماتي. ظهر في حلقتين فقط. مات على يد مراد خلال تعذيبه له واستجوابه. متزوج من امرأة تدعى رماح ولديه ابنة
- ساهرة عبدالرحمن: عضوة في المنظمة. شكلت دور في التنسيق لعملية اغتيال ميماتي.
- شرف زازا : صديق ميماتي ومراد
- نجدت: رجل شرف زازا ومرافقه
- سنجر وكيل رئيس الاختيارية: رجل مشلول يلتقي مراد ويحاول مساعدته لإنقاذ الاختيارية من الانهيار ثم يقوم بعمل مؤامرة على عمر بيك الرئيس ويخدع الجميع
- عادل بيك: رئيس الختيارية الجديد ذو الشعر الأبيض وصانع السهام وأمره مشكوك أنه قاتل الرئيس
- فريق الkgt: وهو فريق من 11 شخص تم تدريبهم وتنشئتهم من دول مختلفة مثل ما تم تدريب مراد علمدار وبتم استدعاءهم للبدء بمهماتهم وهم : *البكتين *اينوا *صلاح الدين *تامران *عاكف *طلحة *مرصاد *فاطمة *شامل *حيدر *الأخير مات من أول حلقة دون ذكر اسمه
- سميح: أحد رجال فاروق بيك ووضعه سنجر
- نافذ : مرافق متا ايمار
- أركان : أحد رجال الختيارية ووضعوه عند متايمار
- عزيز: مرافق متا قوي وأمين يموت بالحلقة 47 خلال مداهمة متى ايمار لمكان وجود عمر بيك
- فاروق بيك: أحد أعضاء الختيارية وله علاقات مع الاستخبارات ويحرسه عاكف خلال المسلسل ويكون الوكيل بعد موت سنجر ثم الرئيس وهو مريض بالرئة يخطفه بويراز ويعترف أمام الاستاتات الأستاذ الأكبر تحت التخدير بنظام العمل للهيئة ثم يقتله بويراز
- الفدائي: رجل مقنع (يكون مراد بالنهاية)
- بيرسان: صديقة ليلى ومعها بالعمل
- رؤوف : مساعد عادل بيك رئيس الختيارية الذي يقوم بكافة الاتصالات ويرتب اللقائات
- الجنرال: روسي يحضر لتبديل سلاح مع ابوان ويقتله العميل شامل قضية ثأر
- ايوان: ابن الجنرال الروسي بالتبني وشقيق شامل الحقيقي
- رمزي بيك: مسؤول مهم يوافقه طلحة وهو من ضمن فريق سنجر
- لالا زارا: قائدة من المنظمة يقتلها مجموعة عاكف
- ماتين: من رجال سنجر
- عثمان بيك: من المنظمة يتفاوض مع متين
- آيباز: قائد الجيش
- سليم آطاق: قائد البحرية يتم اتهامه بالفساد بالمناقصات من رجال سنجر وينتحر (حلقة 46)
- سعدات: شخصية بالجيش
- بويراز: (poyraz أي الريح السموم) شخصيه شريرة مان مع الاختيارية وكان جيدا حتى فقد عينه في عملية في اوروبا حيث اختل ادائه ثم ارسلوهالى اسيا الوسطى لتدريب المسلحين فيها، وحيث شارك في انقلاب واصبح مسجون في اوزبكسان لمدة خمسة عشر سنة ويخرجه سنجر لقيادة العمليات الميدانية وهو كانوله معرفة ب كارا الاسود ويريد الانتقام من عمر بيك لانه زجه في اسيا الوسطى وتركه بالسجن ولديه اختلال نفسي أو امراض نفسيه قريبة من السادية
- اوراز : رجل ذو شعر ابيض خرج معه من السجن ايضاً
- حرب: رجل بويراز الذي كان متخفياً تحت عمل صانع مسبحة وهو ممن دربهم بويراز
- بابل بيك: رجل ذو منصب رفيع في السياسة العسكرية يرجع له ايباز قائد الجيش وهو عضو في الاختيارية
- العقيد راسم طوفان: هو من درب يويراز وكان يظن انه ميت منذ يوم اصابة عينه من 15 سنة ويكون في مستشفى يعتقله بها سنجر يناديه بويراز ب (ابي) وهو متمرس بالقتال وحاقد على عمر بيك ظهر بالحلقة 51
- ذاكر بيك: أحد أعضاء الاختيارية من المسؤولين عن ملف المفاوضات مع المنظمة
- ادهم بيك: من الاختيارية
- رائف بيك: حارس الاختيارية بعد موتهم حيث لديه مفتاح الذي يقود مراد كتاب النسل

## الحلقات
ابرز احداث الحلقات في المسلسل

### الحلقات من 1-15
- الحلقة 1: تعذيب مراد لقاتل ميماتي تعذيب شديد واستجوابه حتى يموت الاخر خلال التعذيب اثر ضربة من مراد. يقوم مراد بدفن ميماتي.
- الحلقة 2: قتل يشار وموت الاستاذ رئيس الاختيارية وحصول مراد على اوراق الاستاذ السرية والتي بها خطته لتكوين التنظيم المعروف ب فرقة الأمن القومي
- الحلقة 3: القبض على جمال ثم قتله عن طريق رعد والمنظمة واستمرار البحث عن المخطط لموت ميماتي واستدعاء عدة اشخاص من رجال علم دار منهم عاكف بناء على خطة الايتاذ التي اكملها مراد
- الحلقة 4: اجتماع الاختيارية لاختيار رئيس وذهاب مراد اليهم والتحدث مع كبيرهم ومداهمه وقيام متا ايمار بالبحث عن رعد واخبار مراد ومداهمة المكان ولكن أحد رجال متا ايمار قام بوضع سم بفم رعد بالخفية ويوجد كاميرا على قميصه تبين انه يعمل لسالح اشخاص غير متا ايمار
- الحلقة 5: يتم اجتماع الاشخاص الذي بعث لهم مراد رسائل بناء على خطة الاستاذ وهو أحد عشر شخص (تسعة شباب وفتاتين هم: عاكف، البتكين، آينورا، طلحة، مرصاد فاطمة صلاد الدين شامل حيدر تامران والحادي عشر.... ) وهم من دول مختلفة ويلتقون أول مرة ولا يعرفون مراد علمدار (وقد دربهم الختيارية تدريبا خاصاً وهم نواة تكوين مكتب ال كي جي بي بشكل جديد)... ويتحدث مراد وكارا وعبد الحي حولهم ... يتم انتخاب ذو الشعر الابيض خلفاً للرئيس وهو (في الظاهر) من خطط لقتل الرئيس ... كارا يستخف بالمجموعة المكونة من 11 فرد ومراد يحضرهم لعملية في مخيمات اللاجئين السوريين.
- الحلقة 6: تنجح عملية مراد، نسرين تقوم بعلاقة مع متا ومتا ايمار يمسك بهم ومراد يزور ليلى،
- الحلقة 7
- الحلقة 8: رئيس الاختيارية الجديد يكلف متا ومتا ايمار بمهمة بعد اقالة مراد على كلامه معه، ومراد ينقذ الشباب الثمانية من محاولتهم لانقاذ الصديقين الذين خطفوهما المخابرات السورية في القنصلية ومراد يتحدث مع السنة السوريون ويراقبوم سيدة لها علاقة بخاطفي الشابين
- الحلقة 9: يكون زازا عند بابا عمر ويتم مهاجمة محل بابا عمر ويتم الإطلاق على حكمت صديق مراد ويحرقون جزء من محله يصاب زازا وحكمت وبابا عمر وينقل للمشفى وتمشي نازك من جديد. يقوم اشخاص بعمل اضطرابات على اساس انهم ضد الاسد ويتم جلب خاطف الشابين إلى المكتب والمجموعة يتحضرون.
- الحلقة 10: خلافات بين الرءيس الجديد عمر بيك ومراد والرجل الذي بيد مراد. يموت ويحرق مراد الذين قاموا بمهاجمة والده ويتم تدبير اصابه متا الذي يحب نسرين بحادث سيارة دون موته. ويموت حكمت صديق مراد
- الحلقة 11: يتم دفن حكمت ويتم اعطاء متى ايمار سلاح من الرئيس يتواصل رئيس اركان الخفي معه ويحذره من متى ايمار، تبقي الفرقة مع الرئيس ويتحدثون حول الصديقين والمهمات ويتم نصب كمين لعبد الحي وذو الفقار والصديقين شامل والتكين ما زالا محتجزين.
- الحلقة 12: يتم عمل عملية تبادل لاخذ الشابان تقوم بها الفرقة ويساندهم مراد علم دار
- الحلقة 13: يقوم مراد بتفجير مروحيه وتخليص الشابان والمعارضين الذي كان سيتم مبادلتهم كطعم (والعملية كانت للقضاء على الفرقة والمعارضين من الرئيس الجديد). نسرين تشنق نفسها بامر ابنها لكنه يقطع الحبل اخر لحظه.

الحلقة
- الحلقة 14:
- الحلقة 15:

### الحلقات من 16-30
- الحلقة 21: مراد بسوريا ومع النطام يتقاتل ويناور وليلى تعرف عن الاختيارية ويتم اخذه من النظام بسبب أطفال موصولين بقنابل ويلتقي بالاحدب الذي
- الحلقة 24: موت نسرين وتحرير مراد من قبل رجاله من المخابرات السورية. ويكتشف مراد من كلام عبد الحي خدعة الاحدب الذي بالسجن وانه هو الرئيس الفعلي يتم ادخال المدعية ليلى مستشفى المجانين لمحاولتها كشف سر الختيارية
- الحلقة 25: يذهب مراد للانتقام من الرئيس الفعلي ذو الحدبة الذي يعين أحد رجاله رئيسا شكلياً (يلتقي الرئيس الجديد بمساهد القائد الأول والاحدب هو مساعد القائد الثاني) متى يحقق بمن صدم نسرين، مراد يلتقي ب بكر اغا من التركمان ويتم اسر ذو الفقار
- الحلقة 26 ، 27: مراد يظن الجميع انه مات خلال القصاء على الرءيس الحقيقي للمنظمة وصلاح الدين يمرت خلال دفاعة عن اشرف بيك ومرصاد من المجموعة ينقذ سنجر بيك والرءيس للختيارية يخطط ويحمي الاعضاء وكارا يتحظر لهجوم باحضار مواد نووية لتركيا
- الحلقة 28: يظهر فارق بيك للساحة ويتم افشال محاولات اغتيال لاعضاء الختيارية والمدعية تذهب اليه بعد ان اعطاها اركان عنوانه ويطلق عادل بيك رئيس الختيارية شخص اسمه الفدائي ويتم الإمساك ب كارا واركان يعمل مع الفداءي المقنع ويظهر ان سنحر وخادمه سميح من اطلقوا امر قتل ميماتي
- الحلقة 29: يستمر النقنع واركان بالبحث ويتعاون متا مع عبد الحي وليلى ل لقاء اشرف بيك
- الحلقة 30:

### الحلقات من 31-45
- الحلقة 31: ويتم الكشف عن المقنع انه بوساط ويعمل تحت امر الختيارية بعد موت علمدار يهجم رجال عادل بيك ويسيطرون ويصاب عبدالحيفي نفس الوقت المقنع الفداءي واركان يحققان مع سميح وفاروق بيك يتم الهجوم عليهم من رجال متا ايمار ويهرب ويهرب سميح بعدها يخرج الثلاثة عادل بيك يعاتب اينورا وعاكف،. ليلى ترفض زياره امها ومتا ايمار يأخذ سميح إلى سنجر بيك. ويقوم سنجر بتسميم سميح ومرصاد يشك بوجود امر ما وعبد الحي بالمستشفى عادل بيك يجتمع مع المقنع وفاروق ويكلف عاكف واينورا بمهمة في جورجيا. تتم محاوله القبض على نافذ ومتا بالاستخبارات ويهرب ماى ويعذب المقنع نافذ، ومتى ايمار يختبى لان سنجر وفاروق يحضرون للانقلاب على عادل بيك
- الحلقة 32: ليلاعاكف واينورا كزوجين في جورجيا لعملية في غرفة مراقبة بالكاميرات، ومتا معرمتا ايمار وعادل بسك يكبف الفداءي باحضار متا اينا وليلى تزور عجوز اخبروها انها امها ويغمى عليها وتنقلها للمشفى العجوز. عاكف واينورا يلتقيان الجنرال فلاديميريتم خطف ايمار من المقنع بمساعدة عمران ويتم الانقلاب على عادل بيك والتحقيق معه وعبد الحي زعلان وليلى تستقيل ويموت رؤوف عيد طلحة المقنع يلتقي ليلى ويكون المقنع مراد نفسه، ويرفض الكشف عن وجهه،
- الحلقة 33: المقنع يذهب لانقاذ عادل بيك الذي تم الإيقاع به على انه الخائن، تبعاً لعادات الختيارية بشنقة بوتر القوس، يأتي المقنع مراد وينقذ عادل بيك ويمسكه طلحه يخبره انه مراد فيبعد القوة عنه وظتم اسر اركان، وعاكف مع كارا يمسكون الجنرال ويقوم شامل بحرقه بعد ان اخبره ان اخوه حي، يحاول المقنع منع سنجر من الوصول للملفات، عمران يأخذ جاهد ليرى مراد، يحبره مرادان عادل بسك من خطط بعملية موته، يذهبان وبوساط بجلب ابملفات السرية. ويصل أيضا سنجر وقوته ضمنهم طلحة تحت الثلج. وياخذ ابملفات وتطاردهم جزء من المجموعة ويخدعهم ابمقنع مراد المريض
- الحلقة 34: جاهد يأخذ مراد لبيت ليلى لعلاجه ويأتي بالطبي الذي يكشف جزء من وجهه المليء بالجروح يذهب للمشفى ويراه اهله ويرى رهف ناءمة وتراه بالحلم. وسنجر يجتمع بالامريكان واسرائيليعود كارا ورفاقه واشرف بيك يجتمع مع كارا، وعبد الحي مع سنجر الذي يخبره بان اشرف هو المخطط الأول ويخدعه ومراد يخرج من المشفى
- الحلقة 35: مرقف مؤثر حيث رهف تدافع عن ليلى من ابمقنع دون ان تعرف انه اباهامراد متعب وسنجر يتحرك وابمجموعة يصبح عاكف قاءدها ومتى يصبح نائب الرءيس ويمسك بقياده المجموعة يتم قتل أحد الاسخاص من مجموعة من شخصين يظهر فيما بعد انه قائد شيشاني
- الحلقة 36: متا حبيب نسرين ياخذ المجموعة إلى مقر مراد ويتم محاولة انتخاب قائد لهم لعاكف أو طلحة وتفشل المحاولة طلحة يأخذ مرصاد لرؤية مراد كي لا يقتل اركان مزصاد يتعاون مع مراد ويخبره بباب سري وسنجر يعرف ويأتي ويكون سنجر يمشي ويخدع الناس بالكرسي المتحرك ويقتل مرصادمراد المقنع ياتي لبيت سنجر ويجدون عبد الحي الذي خدعة سنجر وقوة متا تحاصر مكان عادل بيك معزبوساط وعمران
- الحلقة 37:
- الحلقة 38: يتم أخذ طبي لاجل مراد بعد مرتزالطبيبدالاول وصديق لمرصاد يجد فيديو ارسله مرصاد قبل وفاته عن سميح والصديق يرسله لعامف ويتم تكليف عاكف بالبحث عن مراد الذي يختبى مع عمر بيك في مسجد لكارا ويصلون للمسجد
- الحلقة 39: القيام عمل بعمليه مراد من طبيب صديق ل ليلى وعاكف يجد المكان اسفل المسجد ويعتقل عمر بيك، والاستاذ وزير الخارجية يجابه سنجر وسنجر يقلل من صلاحيات اشرف بيك
- الحلقة 40: مراد ينقلوه إلى مشفى كارا يحرسه بابمسفى يدخل بغيبوبة ويتذكرابايام ابماضيه على جاندان ورهف وميماني وابنته ويتم الإيقاع ب نافذ مرافق اشرف لكن يتم الإيقاع ب اشرف وعبد الحي ثم يتم ايجاد مراد من عاكف وينقسم فريقان للمستشفى وللحاق بالفريق المموه الذي ذهب لانقاذ الاستاذ من محاولة اغتيال بينما مراد يطلق ع ليلى بالخطاء
- الحلقة 41: يكون الاستاذ الوزير بمسرحيه عن فلسطين ياتي كارا وطلحة لانقاذه ووراءهم عاكف، يصاب الاستاذ ويهرب ممطلق النار ويلحقة عاكف ويصيبه ويموت ويكون تامران الذي كلفه سنجر بهذه العملية
- الحلقة 42: مراد متعب وليلى بالمشفى يحاول رفاقه مساعدته ولكن يفشلون ويتم خداع كارا بشان رساءل الاعصاء بالختيارية وخداع متى نائب الرئيس ويقوم سنجر بتسليم مراد للاسرائيلين ولكن عاكف يشك ويقوم بعمل خطة
- الحلقة 43: يقوم عاكف بتسليم نفسه بدل مراد بعد شكوكه بالامر، والمجموعة تصبح مع مراد الذي يخرجهم من قوة سنجر، يعقوب الإسرائيلي يطلب مبادلة عاكف بمراد وسنجر يكشف وجوه كل الهيئة لبعضهم متجاوزا عادات الفي عام
- الحلقة 44: محاولة مراد لاسترجاع عاكف وتفشل حيث يتدخل متى ايمار ويموت يعقوب ويصاب عاكف برصاصة
- الحلقة 45: مراد يختبئ مع ليلى وياتي طبي لعلاجه، ويمشف الطبيعن وجه مراد لأول مره حيث هناك حروق على الوجنة اليسار والفم والذقن لكن يتحسن أكثر من يوم العملية وعبد الحي يهرب متى ويجمع الهواتف منهم بما بيهم حيدريخبر الطبي مراد بحاجته بعمليات والصبر لعودة وجهه للسابق

### الحلقات من 46-60
- الحلقة 46:
- الحلقة 47: مراد يقيد نفسه بالسلاسل كي لا يأخذ المورفين الذي أصبح إدمانا لديه بعد ضربه ليلى بالغلط.
- الحلقة 48: يصل بويراز تركيا ويلتقيه سنجر ويخبره عن وجود مراد ويحاول رحال مراد القضاء عليه لكن يفشلون عندها مراد يطلب فك قيوده لان بوي از يحاول الانتقام عن طريق قتل اقارب اعدائه وبويراز يصل إلى بيت أهل مراد
- الحلقة 49: مراد يصل البيت ويجد اهله لكن يجد رسمه رسمها بويراز تحت وسادة رهف ويجد رجلين مقتولين (أي رسالة من بويراز) وسنجر يكمل مخططاته ومراد يلتقي بويراز ومراد يعمل خطة مع اينورا لخداع حيدر ليصلو إلى سنجر وعاكف يشك بحيدر واينورا
- الحلقة 50:فاروق بيك يحقق بالطاءرة التي سقطت وبها خبراء مشروع مهم، واهل مراد يختبئون وبويراز يعتقل اوقان رجل مراد بالمخابرات ويعذبه ويدله على مكان سكون فخ ومراد يكمن له لكن اشرف بيك يخرج ويقابل ايباز مما يجعل بويراز يجد المكان الخقيقي ويقتل بويراز بخدعة الريس مرافق بوساط ومتى بيك ويأخذ عمد بيك وحيدر يهرب واينورا تلاحقه
- الحلقة 51: بويراز يقتلع عيون عمر بيك ومراد يتحسن وجهه مع ازدياد شعره بياضاً. بويراز يزور قبر العقير راسم طوفان الذي مان عام 2001 ويخبره بانتقامه من عمر بيك ويستعد للرحيل لكن سنجر يمنعه ويهبره ان طوفات حي ويريد مهه خدمة . مراد يلتقي ايباز ويخبره عن أعمال بويراز كي يخبر بابل بيك. فاروق يحقق بالطاءرة والامور تتضح انها مدبرة. عبد الحي يحضر خطة وبويراز يلتقي بقائده راسك طوفان ليجده يدرب احدهم على الغطس. يناديه ب ابي ويكون يريد أيضا الانتقام من عمر بيك
- الحلقة 52: عاكف اينورا وعبد الحي واركان وكارا يقومون بسرقة ملفات من مبنى، بابل وفاروق والاستاذ يجتمعون مع اشرف ومراد، فاطمة تخبر ذاكر بيك بانها اخذت امر قتل لالا زارا من سنجر ويم الاتفاق على اجتماع مراد مع الهيءه ومنهم رمزي بيك عميل سنجر، بويراز يخرج العقيد طوفان ويتم تبادل النار ويموت حرب ويصاب طوفان ثم يموت ويصاب اركان ايضايتم التحضير للاجاماع وسنجر يخبر بويراز بطريقة للتعقب، عن طريق رمزي بيك، الاجتماع يضم 7 اسخاص: فاروق الاستخبارات، بابل العسكريه، رمزي، ادهم الاقتصاد، اشرف، ذاكر، وشخص سابعيبدأون النقاش وينوصلون لاعدام سنجر وعادل بيك حسب قوانين الهيئة وبويراز يقترب وسنجر يحضر لاعضاء هيئة جدد. ... يطلبون من مراد اذي جمعهم تنفيذ الحكم على سنجر وعادل بيك.
- الحلقة 53:بويراز يذهب إلى مكان خاطئ لان رمزي خلع ساعة التعقب التي بيده وصوّت بالموافقة على تصفية سنجر. وسنجر يحذر نائبه متى من الوصول للختم. ويتم القبض على متى من الجيش والمخابرات معاً لاهذ الختم. ويتم مداهمة بيت سنجر أيضا مع ماى ليعطيهم الختم ويأخذونه ويتم اعتقاله. ويصبح مدير المخابرات نائب فاروق وهو الوكيل للهيئة وايضا مريض اركان بحاجة لدم من جاهد ويرفض جاهد ويضربه كارا ليغمى عليه واخذ الدممراد يخبر عمر بيك بالحكم، والناءب يحضر الرسائل وبويراز يتحضر ويطلق على الجيش والمخابرات والنائب يقوم بتهريب الختموحيدر يمسكه ويتم إخراج متى، يحضر حيدر الختم ويصاب النائب. جاهد يستيقظ معصب ويضرب ععبدالحي. اينورا معجبة ب عاكف. سنجر يأتي إلى رمزي ويرعبه، ويطلب منه اقناع بالور ورمزي بيك بانتخاب شخصين محددين ويأتي اليه بويراز. ،فاروق بالمشفى ماما نازك تعبانه نن السكن الجديد
- الحلقة 54:سنجر يبعث إلى ايباز وماتين ليحلا محل بابل وذاكر بيك، ومراد يرسل رجاله وسنجر يرسل متعقبين، يهرب بابل بيك ويقوم متى يقتل ابياز بالسيف، يصل عاكف ورجاله وينقذون بابل بيك، ويهرب متى. كارا يذهب إلى ذاكر بيك. ام ليلى تعبانة وتأتي لتراها

سنجر وبويراز يحكم خطة للقضاء على الهيئة ومراد، يقوم سنجر بتسليم نفسه على اساس ان ينقذه بويراز لكن بويراز يتركه عاساس اتفاقه مع اتفاقه مع رمزي بيك الذي اعطاه عنوان أهل مراد ورهف الاي يخطفها بويراز، ويتم اعتقال رجلين ل بويراز
- الحلقة 55: بويراز يخطف أهل مراد ويؤخر مراد اعدام سنجر وبويراز يلعب معه لعبة قذرة حيث يخطف اهله ويعطيه الغاز للوصول بهم لمه يضعها على سكة قطار وأبو يدفنه حيا. رمزي يناور وام ليلى تعبانة. يقوم فريق مراد بالبحث وايجاد اسم القطار من ملفات بويراز ويستطيع مراد من انقاذ امه باللحظة الاخيرة وينقلها للمشفى سنجر يجتمع مع رمزي وفاروق ورجاله يحرقون الاوراق وحيدر ينقذ الختم، بويراز يناور مراد، وسنجر يصلح حبرب ورساله، حيث تمرضه ابحبوب
- الحلقة 56: يحققون مع رجال بويراز ويصلون إلى اسم رجل شروب كان يزور العقيد طوفان ويبحث عنه كارا وعابد واسمه احسان ينادي كارا بابا. وحيدر يعطي الختم لفاروق ويخبره ان ينظم لامجموعة واركان يشفى. بويراز يدفن بابا عمر ومراد يقوم بايجاده. سنجر في مشفى مرادبويزار يتفاوض مع مراد لتسليم بنته ومارا معرعابد واحسان يبحثون دون جدوى ومراد يذهب لمكان التبادل
- الحلقة 57: ياخذ مراد لمكان ويضع مقابلة جثة العقيد راسم واليحث جار ورمزي يخطط لسنجر. يصل الخبر ل اركان ويقوم بخنق سنجر واسرف يغضب لذلك. كارا وجاهد يصلون عنرطريقداحسانزابو منوليا حبيبة اورازبويزار يحقق بماضي مراد ويذهب إلى مقر حراس المعبد عن طريق شيفرة مراد ويصعد إلى مصعد ليجد حرس خاصالكاردينال مع شقراء (مارغريت) يتحدثان عن جمعية الظلال والمأس النقدية والحماية وامور أخرى، ويصل خبر للسيده ان هناك من استخدم شيلرة مراد ودخل إلى مكتب إسطنبول فتطلب التحقيق معه وتطير إلى إسطنبول
- الحلقة 58:مراد يناور معربويراز على الشيفرة الثانية وعاكف عبد الحي يؤخذان رهف وكارا وجاهد وقاطمة يحاولان الوصول إلى مراد غن طريق احسان ومنوليا وتصل مارغريت وتجلس مع بويراز وتخبره ببعض الحقائق لاصل إلى رهف التي ربتها صغيرة عندما اعطاها فيلر لها (نهاية الجزء الرابع) ومارغريت تطلب من بويراز قتل مراد ويتصل هو ب اوراز
- الحلقة 59: مراد يهرب، مارغريت توهم مراد بقتل بويراز وتقابله مع رهف واوراز يأخذ اخته منوليا من احسان ومارغريت لا تسافر وتخدع رجال مراد بعدم سفرها ومراد يلتقي اركان
- الحلقة 60: مارغريت تلتقي رمزي واركان يخبرهم ان مراد طرده ويهاجم اوراز كارا ومن معه بغباء احسان ويصاب كارا، ومراد يطلب من الفرقة ان يقوم احدهم بالقضاء على عادل بيك لانه لا يستطيع حسب امر الهيئة وفاروق بيك ويوافق عاكف على ذلك، وينقلون كارا المصابفي مكان اعدام عادل الفرقة وهم ستة، تجتمع وينصحهم بالثبات على مبادئهم، يخبره ان تخيير مراد لهم انه اراد ان يجد هل سيخرج منهم مراد آخر وقد وجد الجواب، يقرا الفاتحة وعاكف يكسر القوسويضغعه على رقبته ويشد الحبل برفق وينطق الشهادتينالهيئة تجتمع ويتحدثون عن اختيار مراد والاستاذوايضا ابمسألة الكردية... يستيقظ بابا عمر ورهف تنام جنبهمراد عند قبر ميماتي باش ويخبره باخذ ثأره ثم إلى مكتبه لبدء العمل من ابمكاب من جديد بعد حادثة سوزيا، ويإخذ بعض لاغراض لانه سيختار شخص جديد مكانهويخرج ويترك جاهد وعبد الحي. رهفتجد لها كلب جديد وتسألها عن مارغريتيظهر بويراز من جديد...

### الحلقات من 60-النهاية
- الحلقة 61: بويراز يتصل ب مارغريت التي تخبره بخطف رهف. مراد يجتمع مع الاستاذ وفاروق، وتختبان مع حارس مزرعة الكلاب. ويهددها بتعذيب السائق مهاب ويقتله وتطلق النار عليه لكن يمسكها دون رهف. عاكف يسأل طلحة مرافق رمزي عنه ويشك به. يهرب صاحب المزرعة مع رهف. يجرح ليلى بوجهها. وتأتي مروحية مارغريت (يظهر كيف تفاوضت معه على حياته مقابل معلومات عن الاختيارية ورهف) صاحب المزرعة يخفي رهف في بئر ثم يقتله اوراز ويأتي مراد وتجدها مارغريت وتضعها بالمروحيه ويصل مراد. تفاوض مراد على رهف أو ليلى وتذهب ومع رهف لتعيش ليلى.... ويعلم مراد وعبد الحي ان بويراز حي. (بعد ان تأكد عبد الحي من موت بويراز قام الطبيب بالمسرحه بصعقه ليعيش). عمران والشباب يتحدثون عن الرئيس الجديد ... ومراد يذهب للبحث عمن خطف بنته
- الحلقة 62: مراد يبحث ويتصل مع رهف واينورا تغار على عاكف وكلام بين ابمجموعة حرل القائد لهم ومراد يبحث حول من سيأتي إلى مارغريت ويصل الاستاذ الأكبر الاستاتات ليلتقي بويراز. وحيدر يسرق بعض الاوراق عن الاعضاء من فاروق ويعطيها لعاكف ويصل لهم فاروق وباقي الفرقة

الاستاذ الأكبر يلتقي مارغريت ويقول انها الزيارة الأولى بعد موت محمدالقراخانلي (الذي مات نهاية الجزء الثاني)مراد يحده عن طريق جرح يده بالفيديو اثناء دخوله المطار ويتم تفتيش الفندق وايجاد بعض الكتب وخارطة مما يدله عالمكان والطقوس وتجري الطقوس حيث يتم دخول بويراز ضمن رجال المعبد ومراد يصل ويطلب حرق المكان
- الحلقة 63: يقوم مراد بحرق بعض الاوراق وادخال الدخان ومحاصرتهم داخل المعبد لكن يهربون بسبب الدعم ويقبض على مرافق مارغريتا الاستاذ الأكبر يعد بويراز بشخص (كريستوفو) ويجعله قائد فرقة الظلال بعد سفره واحسان يحاول مساعدة مراد لجل منوليا المجموعة تستجوب عاكف وحيدر، وعاكف يخبر فاروق ان مراد طلب منه ذلك. بويراز يقابل رمزي وجاهد يلاحق البنت الذي اخبرهم عنها احسان اسمها ارزوا ويجلس معها وكريستوفو يصل إسطنبول
- الحلقة 64: مراد يعمل خطة بصم كريستوفو لايجاد بويراز ويعمل خطة مع عاكف وفروق لكشف العميل الخائن بين رمزي أو ادهم متى يلتقي ب ادوارد الذي يذهب معه للقاء بويراز مع السفير متى يلاحق رمزي بيك ويقضي عليه وهناك اجتماع للاستخبارات متعدده كطعم لبويراز، يإتي عاكف ليجد رمزي به نبض. بويراز يقتل كريستوف وارزوا
- الحلقة 65:مراد يهاجم بويزار ويصاب عبد الحي ويمسك ب اوراز. ويتم اسعاف رمزي ويعود النبض بيدي عاكف ويتم استجواب اوراز بالاسيد ولا يعترف، رمزي يطلب مراد ويختلف المجموعة وياتي فاروق ويخبرهم بان الهيئة انكشفت وخطط بويراز، ويموت . عندها يكلف مراد أعضاء المجموعة بحماية أعضاء الهيئة فردا فردا يخبر فاروق مراد عن الكتاب العائلي ويخرجه مراد، كارا يحقق مع رجل ويعلقه فوق النار، بويزار يخبر منوليا وهي تصل لاحسان ليساعدها للوصول بمراد تخبره انها حامل، وجاك حارس مارغريت يستيقظ عاكف وعبد الحي يتحدثان عن العمر والحياة والماضي والرصاص ... ليلى تعود للعمل... ويأتي احمد الشرطي المختص بحمايتها (يظهر لاحقاً انه معين من اشخاص لمراقبتها في الجزء التاسع). كارا يتحضر لعمليه في القامشلي. يعطى مراد لجاك فرصة الهرب ويتم الحديث عن من سيكون مكان مراد جاهد أو عاكف
- الحلقة 66: مدير المخابرات الذي اصيب من بويراز يشفى ويعود للعمل ويعطي ليلى معلومات عن مارغريت. وتجتمع الهيئة ستة اشخاص. جاهد يلاحق جاك الذي يتصل بمارغريت، مراد معرالايتاذ يتحدثان حول سوريا، ومارغر تحضر احداهن ابنه مسؤول لتبتزه بها. يشتبك جاهد مع من اتى لاخذ حاك ويحصل ع لابتوب وتموت ام ليلى. فاروق بالمشفى متعب كثيرا. كارا يعاجم مسلحين ويمسك احدهم، مراد ينتظر بويراز، ويحضر طلحة لابتوب ليتضح ان الدكتور ام ابتزازه بابنته ليسلمهم فاروق وبويراز معه، يحاول بويراز مفاوضة فارق ب اوراس لكن مراد يقتله
- الحلقة 67: في مدينة اهلات فاروق لا يموت ويتم التحقيق معه من الاستاتات ومارغر. ومراد يحمي الهيئة وطلحة يعطي مراد ملف كان مشفراً. ومراد يريد كتاب النسل ( وهو الذي به احفاد ال11 عائلة القديمة تم تربيتهم على مدى الفي عام من اجل الهيؤة من قوميات متعددة عن طريق من يحصل على كتاب النسل) (وهذا نوعا ما تفسير تعدد قوميات المجموعة). منوليا تحاول قتل احسان وتخبره انها ليست حامل. مراد يهاجم مكان فاروق الاخران يهربان وبويراز يقتل فاروق امام مراد. ويتم اطلاق النار ويصاب جاهد، ويموت جاهد ... جيب قوانين الهيئة بحالة انكشافهم يتم التجديد باعصاء من كتاب النسل والغاء الاعضاء الحاليين(موتهم). ويطلب من المجموعة ذلكفاطمة ل ذاكر البكتين ل بابل شامل ل ادهم مراد ل اشرفوتصل رساءل إلى حراس النسل (رائف بيك) ويذهب له مراد ومتى يلاحقه (منرالمعلومات التي اخبرها فاروق عن وجود شريحة بقلب الاعضاء وقامو بنقل الشريحة التي بقلبه لاخدهم والحارس لم تصله اسارة مرت فاروق) ويكشف مراد النقل من مخطط القلب ويتم قنص راءف ويخبر مرادعن الحل ويموت كارا يلاحق مصنعي القنابل الناسفة
- الحلقة 68 (الاخيرة):يصل مسج إلى حارسان لديهم مفاتيح واحد في مكة والاخر بالهند ثم يدمر المكان، الاستاتات يقرر لقاء مراد، تهاتفه مارغريت ويذهب للبيت ويتحدث مع الاستاتات وليلى تلاحق مارغريت ومراد مع ذوالفقار ليرسله وراء كارا. بويراز يراقب الشاشات واعمال مراد الذي يبحث عن المفاتيح ويتم ابتحضر لاجل كتاب النسل. بويراز ومتى يراقبون مراد والمجموعة وتصاب فاطمة والبكتين ويصيب. مراد بويراز وينسحبوا. متى يجد الكتاب لكنه يكون خدعة من مراد ويحاولون فتحه ليجدو انه كتاب عادي. ليلى مع «شبية مارغريت» بالمحكمة ثم تتصل بها مارغريت. كارا بسوريا يراقب مع بوساط واركان يتم معالجة بويراز من الاستاتات نفسه . في مكان نائي يأتي رجلان إلى رجل اخر مقنع وهو جاهد (يتم تخطيط فكره موت جاهد من مراد عندما عرف ان ابكل مراقب). وينزل جاهد بالمفاتيح ويأخذ الكتاب (المفتاح نقشان دائريان يتممان دائرة) ويأخذه مراد ويفتح الكتاب ويرى عمران وعبد الحي جاهد حياً وعبد الحي كان يعرف بالخطة ويمثل على الجميع. ينتهي مراد من أخذ الأسماء ويغلق الكتاب. ينادي الجميع ويرسل الأسماء للاستاذ. يخبره عاكف انه يجب موته لاخفاء السر. ويحدث صراح بين المجموعة القديمة والجديدة ويغضبون القدماء يخبر مراد عاكف بضرورة البحث عن رهف. وينفذ عاكف المهمة وهي موت مراد مثل عمر بيك بكسر القوس والخنق بحبله ويتشهد مراد ويموت وعاكف حزيين.

## احداث بارزة

### هيئة الاختيارية
الاختيارية أو هيئة الاختيارية هي هيئة مسؤولة عن تركيا من الفي عام وهم الذين كان اصلان اقبي في الجزء الأول يتحدث عنهم وعير ظاهرة لاحد نهائيا هرف عنها فرسان المعبد منذ 500 عام ولكن لم يعرفو أي شيء عنهاز لها قوانين وحراس وشروط منها عدم زواج الاعضائ بها، هم مسؤولون عن تعيين الموظفين التنفيذيين بالدولة ولديهم تعليمات بعدم الكشف عن شخصياتهم وفي حال خلو احدهم يتم انتخاب مكانه ولهم رئيس يسمى ذو الشعر الابيض الاكساشلي لديه صلاحيات كبيرة ولديهم طرف إرسال رسائل بختم مميز لدى الرئيس

### فرقة الأمن القومي
فرقة الأمن القومي هي مجموعة من 11 شخص ظهرو بالجزء السابع تم تدريبهم واعدادهم مثل مراد لكم خارج تركيا وهم من بلاد أخرى مثل البوسنة والشيشان واسيا الوسطى وطاجيكستان والهدف ان يعملوا مع الهيئة بالعمليات تحت قيادة مراد لكن خطط سنجر جعلتهم ضد مراد ثم انقسموا ثم عادوا إلى مراد وسيكونون خلال الاجزاء الثامن والتاسع نواة مجلس الأمن القومي.
الاشخاص ال11 هم:
1. عاكف: من البوسنة قوي وذكي تم اختيارة من البداية كقائد بعد التصويت بينه وبين طلحة يموت في بداية الجزء العاشر
2. البكتين: من اسيا الوسطى
3. اينورا: تكو حبيبة عاكف وتشارك معهم في الكثير من العمليات
4. صلاح الدين: يموت خلال حراسته اشرف بيك
5. تامران: يموت خلال عملية كلفة بها سنجر بعدف القضاء على وزير الخارجية الذي سيسمى بالاستاذ لاحقا
6. طلحة:
7. مرصاد: يكون من حراس سنجر وخبير بالحاسوب يقتله سنجر بعد ان يكتشف خدعته وانه ليس معاق
8. فاطمة:
9. شامل: منن الشيشان
10. حيدر: يقوم بخيانة مراد علمدار تكشفه اينورا وتعمل مع مراد على عمل خطة للإيقاع به
11. الاخير مات من أول حلقة دون ذكر اسمه